# Trem de Artilharia de Lagos
O Trem de Artilharia de Lagos, igualmente denominado de Trem da Praça de Lagos ou Quartel de São Gonçalo, é um edifício histórico na cidade de Lagos, na região do Algarve, em Portugal.

## Descrição e história
O complexo do antigo Trem de Artilharia situa-se na ponta Sueste do perímetro das muralhas, no local que era considerado de grande importância do ponto de vista estratégico, uma vez que permitia controlar a entrada da barra da Ribeira de Bensafrim. A parte antiga do quartel é composta por vários edifícios com um e dois pisos, organizados em redor de um pátio central, de forma quadrangular. O acesso a esta área é feito através de um corredor coberto para a Rua do Castelo dos Governadores.
Terá sido construído originalmente no século XV, e entre 1715 e 1716 foi edificado o Armazém do Trem. Em 1718 albergava o recém-formado Regimento de Artilharia e Marinha do Reino do Algarve. O complexo foi totalmente destruído pelo Sismo de 1755, tendo o Trem de Artilharia sido recriado em 1793, e o edifício em si dois anos depois. Foi também em 1795 que o local da vizinha Ermida de Santa Bárbara, que tinha sido igualmente arrasada pelo sismo, foi ocupado pelo Quartel do Regimento de Infaria 2, tornando-se parte do complexo do Trem de Artilharia.
Em Dezembro de 1883, o jornal O Liberal alertou para o avançado estado de degradação em que se encontravam as muralhas na frente para o mar, tendo as ondas conseguido furar os muros e penetrar no quartel, causando o desmoronamento de um edifício.